# 橙 (曲)
「橙」（だいだい）は、チャットモンチーの6作目のシングル。2007年9月5日、Ki/oon Recordsより発売された。

## 解説
- 初回限定盤のみ、テレビアニメ『BLEACH』書き下ろしワイドキャップステッカー付き。

## 収録曲
- 全作曲：橋本絵莉子、全編曲：チャットモンチー

1. 橙

  - 作詞：橋本絵莉子
  - テレビ東京系アニメ『BLEACH』エンディングテーマ（2007年7月4日 - 2007年9月26日放送分）。
  - 橋本が高校時代に作った楽曲で、既にライブで演奏されていた。[1]。
2. コスモタウン
  - 作詞：高橋久美子
  - 歌詞の原型は、大学生時代に完成された[1]。
3. リアル
  - 作詞：福岡晃子

## 収録アルバム
- 生命力（#1）
- 表情<Coupling Collection>（#2, #3）
- チャットモンチー BEST〜2005-2011〜（#1）
- BEST MONCHY 1 -Listening- (#1)